# Columnea fernandezii
Columnea fernandezii är en tvåhjärtbladig växtart som beskrevs av M. Amaya. Columnea fernandezii ingår i släktet Columnea och familjen Gesneriaceae. Inga underarter finns listade i Catalogue of Life.